# Logan Motorway
Der Logan Motorway ist eine Stadtautobahn in Brisbane im Südosten des australischen Bundesstaates Queensland.
Sie verläuft im Süden der Stadt und schafft eine Verbindung vom Ipswich Motorway (M2 / M7) bei Gailes über den Gateway Motorway (M1 / M2) bei Drewvale zum Pacific Motorway (M1) bei Loganholme.
Die Autobahn wurde als zweispurige Straße am 13. Dezember 1988 eröffnet und dann in zwei Stufen vierstreifig ausgebaut. Die erste Ausbaustufe – vom Ipswich Motorway bis zur Wembley Road – wurde im Dezember 1996 fertiggestellt und die zweite – von der Wembley Road zum Pacific Motorway – am 23. Mai 2000.
Die Straße wird von Queensland Motorways betrieben. Es gibt drei Mautstellen: an der Stapylton Road und an der Loganlea Road im Verlauf des Logan Motorway, sowie in Kuraby am Gateway Motorway. Der westliche Teil des Logan Motorway hieß bis zur Verlängerung des Gateway Motorway 1997 'Metroad 4'.

## Ausfahrten und Autobahnkreuze
| Logan Motorway                                                                             |                              |                                |                                                                               |
| Ausfahrten Richtung Westen                                                                 | Entfernung nach Ipswich (km) | Entfernung zur Gold Coast (km) | Ausfahrten Richtung Osten                                                     |
| Ende Logan Motorway weiter als Ipswich Motorway nach Ipswich / Sydney / Melbourne / Darwin | 17                           | 77                             | Beginn Logan Motorway vom Ipswich Motorway                                    |
| Gailes Viking Drive                                                                        | 17                           | 77                             | Beginn Logan Motorway vom Ipswich Motorway                                    |
| keine Ausfahrt                                                                             | 18                           | 76                             | Camira, Carole Park Formation Street                                          |
| Carole Park, Wacol Boundary Road                                                           | 19                           | 75                             | keine Ausfahrt                                                                |
| Ende Mautstrecke                                                                           | 20                           | 74                             | Springfield Centenary Motorway M5                                             |
| Springfield, Jindalee, Brisbane Centenary Motorway M5                                      | 20                           | 74                             | Beginn Mautstrecke                                                            |
| Forestdale, Forest Lake Stapylton Road                                                     | 26                           | 68                             | Mautstation                                                                   |
| Mautstation                                                                                | 26                           | 68                             | Forestdale, Forest Lake Stapylton Road                                        |
| Forestdale, Acacia Ridge Paradise Road                                                     | 27.5                         | 66.5                           | Acacia Ridge, Forestdale Paradise Road                                        |
| Eisenbahnstrecke Brisbane – Sydney                                                         | 28                           | 66                             | Eisenbahnstrecke Brisbane – Sydney                                            |
| Beginn Mautstrecke                                                                         | 30                           | 64                             | Acacia Ridge, Brisbane Mount Lindesay Highway (Richtung Norden)               |
| Acacia Ridge, Brisbane Mount Lindesay Highway (Richtung Norden)                            | 30                           | 64                             | Regents Park, Beaudesert Mount Lindesay Highway (Richtung Süden)              |
| Regents Park, Beaudesert Mount Lindesay Highway (Richtung Süden)                           | 30                           | 64                             | Ende Mautstrecke                                                              |
| Ende weiter als                                                                            | 32                           | 62                             | Sunshine Coast, Cairns Gateway Motorway                                       |
| Sunshine Coast, Cairns Gateway Motorway                                                    | 32                           | 62                             | weiter als                                                                    |
| Browns Plains, Logan Central Wembley Road                                                  | 34                           | 60                             | Browns Plains, Logan Central Wembley Road                                     |
| Ende Mautstrecke                                                                           | 40                           | 54                             | Bethania, Underwood Kingston Road via Jutland Street                          |
| Bethania, Underwood Kingston Road via Station Road                                         | 40                           | 54                             | Beginn Mautstrecke                                                            |
| Eisenbahnstrecke zur Gold Coast                                                            | 41                           | 53                             | Eisenbahnstrecke zur Gold Coast                                               |
| Daisy Hill, Loganlea Loganlea Road                                                         | 42                           | 52                             | Mautstation                                                                   |
| Mautstation                                                                                | 42                           | 52                             | Daisy Hill, Loganlea Loganlea Road über University Drive                      |
| Beginn Mautstrecke                                                                         | 46                           | 48                             | Ende Mautstrecke                                                              |
| Drews Road                                                                                 | 46                           | 48                             | Loganholme, Brisbane Pacific Highway Service Road                             |
| Drews Road                                                                                 | 46                           | 48                             | Drews Road                                                                    |
| Beginn Logan Motorway weiter vom Pacific Motorway                                          | 47                           | 47                             | Ende Logan Motorway weiter als Pacific Motorway zur Gold Coast / nach Ballina |

## Quelle
- Steve Parish: Australian Touring Atlas. Steve Parish Publishing, Archerfield QLD 2007, ISBN 978-1-74193-232-4, S. 3 (englisch).